# Mittelberg (Gemeinde Nenzing)
Mittelberg ist eine Fraktion der Gemeinde Nenzing im österreichischen Bundesland Vorarlberg.
Die Fraktion befindet sich südöstlich von Frastanz und besteht aus den Parzellen Halden, Heimat, Mariex, Motten, Rößnis und Rungeletsch. Frastanz und Nenzing bildeten früher eine Gemeinschaft und wurden erst im 14. Jahrhundert getrennt.
In jüngerer Zeit entwickelte sich Mittelberg zu einem Industrie- und Gewerbestandort, aber auch früher war beispielsweise Mariex nicht unbekannt, denn der dort angebaute Tabacco di Mariexo wurde bis nach Italien exportiert. Mittelberg zählt 923 Einwohner (Stand 1. Jänner 2024).